# モザイク集合
モザイク集合（モザイクしゅうごう、英語: mosaic set）とは、モザイク状の図形文字を集めた文字集合である。ビデオテックスや文字多重放送など、文字データにより図形情報の伝達を行うシステムで用いられる。ISO IRの文字集合であるISO-IR-71、ISO-IR-72、ISO-IR-137、ISO-IR-129で定められているほか、ARIB外字で定められている。また、Unicode 13.0以降のSymbols for Legacy Computingブロックにも含まれている。

## 概要
四角と直角三角形を格子状に組み合わせてひとつの文字とする。
用途は、
- 網掛けに使用する。
- 模様を作成する。

などがある。

## CCITT/ITU-T
これらはCCITT/ITU-Tによって定められたビデオテックスの標準であり、モザイク集合を含んでいる。
- Rec. T.100
  - シリアルモード向けMosaic集合 (CCITT-44130)
  - パラレルモード向けMosaic集合 (CCITT-44150)
- Rec. T.101
  - データ構文I Mosaic 第一集合 (TISO0810110-95/d054) ≒ ISO-IR-137
  - データ構文I Mosaic 第二集合 (TISO0810120-92/d055)
  - データ構文II Mosaic文字第一補助集合 (L集合)
  - データ構文II Mosaic文字第二補助集合 (標準G1集合) ※ISO-IR-71に類似
  - データ構文II Mosaic文字第三補助集合 (標準G3集合) ※ISO-IR-72に類似
  - データ構文III Mosaic集合 (T0822950-95/d257) ≒ ISO-IR-129

## ETSI
- ETSI ETS 300 072
  - Mosaic文字第一補助集合 (L集合)
  - Mosaic文字第二補助集合 (標準G1集合)
  - Mosaic文字第三補助集合 (標準G3集合)
- ETSI ETS 300 706（英語版） 
  - G1 Block Mosaics Set
  - G3 Smooth Mosaics and Line Drawing Set

## ISO IR
ISO IRで定められているため、ISO/IEC 2022の形式でエスケープシーケンスを用いて使用することが可能である。これらはCCITT/ITU-TのT.101をベースとしている。
- ISO-IR-71 - ビデオテックスMosaic第二補助集合(CCITT)
- ISO-IR-72 - ビデオテックスMosaic第三補助集合(CCITT)
- ISO-IR-129 - CCITT Rec. T.101 データ構文III Mosaic補助集合
- ISO-IR-137 - CCITT Rec. T.101 データ構文I Mosaic 第一集合

## ARIB外字
ARIBの文字集合では定められており、日本のデータ放送や文字放送などで使用が可能である。
- ARIB STD-B24 モザイク集合
  - モザイク集合A = ISO-IR-71
  - モザイク集合B = ISO-IR-137
  - モザイク集合C = ミニテル G1 Schéme 2.7
  - モザイク集合D

## Unicode
一部の図形文字はブロック要素ブロックとGeometric Shapesブロックに存在していた。足りない図形文字はL2/19-025で提案され、Unicode 13.0のSymbols for Legacy Computingブロックに多くの図形文字が含まれた。その後もUnicode 16.0でSymbols for Legacy Computing Supplementが追加されている。
Symbols for Legacy Computing対応のフォントにはBabelStone Shapes (オープンソース)、PragmataProなどがある。

## 参照
- ARIB STD-B24とモザイク集合（未来情報産業ブログ）
- ARIB STD B24
- もじかんの対応符号(符号別)